# Мълхоланд Драйв
„Мълхоланд Драйв“ (на английски: Mulholland Drive) е американски филм от 2001 година, психологически трилър в стил неоноар, на режисьора Дейвид Линч по негов собствен сценарий. Главните роли се изпълняват от Наоми Уотс и Лора Херинг, като филмът поставя началото на техните кариери в киното.
„Мълхоланд Драйв“ получава широко одобрение от критиката и донася на Линч номинация за Оскар за режисура и наградата за режисура на Фестивала в Кан.